# Karol Kučera
Karol Kučera (Bratislava, 4 marzo 1974) è un ex tennista slovacco.
Ha vinto sei tornei ATP e ha raggiunto la sesta posizione nella classifica mondiale; ha inoltre partecipato alla finale di Coppa Davis del 2005, persa dalla Slovacchia contro la Croazia.

## Carriera
Kučera ha cominciato la sua carriera professionistica nel 1992, raggiungendo il suo primo torneo del Grande Slam l'anno seguente, qualificandosi per il Roland Garros. Negli anni successivi continuò a migliorare la sua carriera, vincendo i suoi primi titoli a Rosmalen nel 1995 e a Ostrava nel 1996, anno in cui partecipò anche alle Olimpiadi di Atlanta.
Il suo anno migliore fu il 1998, in cui entrò nella top ten mondiale, raggiungendo l'8ª posizione in classifica e qualificandosi per l'ATP Tour World Championships di Hannover; nello stesso anno vinse i tornei di Sydney e di New Haven, raggiungendo le finali a Stoccarda e Vienna, e la semifinale degli Australian Open. In totale nel 1998 Kučera vinse 53 match, guadagnando più di un milione e quattrocentomila dollari.
A partire dal 1999, Kučera incominciò ad avere problemi di forma, anche a causa di un infortunio al braccio e al polso destro; solamente nel 2003 riuscì a ritornare tra i primi cinquanta giocatori del mondo, vincendo anche il torneo di Copenaghen.
Nel 2005 Kučera è stato uno dei giocatori che ha permesso alla squadra slovacca di raggiungere la finale della Coppa Davis, persa poi per 3 a 2 contro la Croazia. Dopo la finale, Kučera ha annunciato il suo ritiro.

## Singolare

### Vittorie (6)
| Legenda                                                     |
| Grande Slam (0)                                             |
| Tennis Masters Cup / Grand Slam Cup (0)                     |
| ATP Super 9 / Masters Series (0)                            |
| ATP Championship Series / ATP International Series Gold (1) |
| ATP World Series / ATP International Series (5)             |

| No. | Data             | Torneo                             | Superficie | Avversario in finale | Punteggio                      |
| 1.  | 12 giugno 1995   | Ordina Open, 's-Hertogenbosch      | Erba       | Anders Järryd        | 7–6(7), 7–6(4)                 |
| 2.  | 13 ottobre 1997  | ATP Ostrava, Ostrava               | Indoor     | Magnus Norman        | 6–2 rit.                       |
| 3.  | 12 gennaio 1998  | Medibank International, Sydney     | Cemento    | Tim Henman           | 7–5, 6–4                       |
| 4.  | 17 agosto 1998   | Pilot Pen International, New Haven | Cemento    | Goran Ivanišević     | 6–4, 5–7, 6–2                  |
| 5.  | 4 ottobre 1999   | Swiss Indoors, Basilea             | Indoor     | Tim Henman           | 6–4, 7–6(10), 4–6, 4–6, 7–6(2) |
| 6.  | 24 febbraio 2003 | Copenaghen Open, Copenaghen        | Cemento    | Olivier Rochus       | 7–6(4), 6–4                    |

### Finali (6)
| Legenda                                                     |
| Grande Slam (0)                                             |
| Tennis Masters Cup / Grand Slam Cup (0)                     |
| ATP Super 9 / Masters Series (0)                            |
| ATP Championship Series / ATP International Series Gold (3) |
| ATP World Series / ATP International Series (3)             |

| No. | Data            | Torneo                             | Superficie       | Avversario in finale | Punteggio        |
| 1.  | 29 agosto 1994  | Croatia Open Umag, Umago           | Terra rossa      | Alberto Berasategui  | 2-6, 4-6         |
| 2.  | 22 giugno 1997  | Nottingham Open, Nottingham        | Erba             | Greg Rusedski        | 4-6, 5-7         |
| 3.  | 20 luglio 1997  | Mercedes Cup, Stoccarda (1)        | Terra rossa      | Àlex Corretja        | 2-6, 5-7         |
| 4.  | 26 luglio 1998  | Mercedes Cup, Stoccarda (2)        | Terra rossa      | Gustavo Kuerten      | 6-4, 2-6, 4-6    |
| 5.  | 12 ottobre 1998 | Bank Austria Tennis Trophy, Vienna | Sintetico indoor | Pete Sampras         | 3-6, 6(3)-7, 1-6 |
| 6.  | 5 gennaio 2003  | Chennai Open, Chennai              | Cemento          | Paradorn Srichaphan  | 3-6, 1-6         |